# Kiatisuk Senamuang
Kiatisak Senamuang (Thais: เกียรติศักดิ์ เสนา เมือง, Udon Thani, 11 augustus 1973), ook Zico genoemd, is een Thaise voormalig voetballer. Hij was een van de beste en populairste spelers in Azië. De bijnaam "Zico", gebaseerd op de bekende Braziliaanse speler Zico, kreeg hij vanwege zijn trucs en dribbelvaardigheid. Tegenwoordig is hij hoofdcoach van de Thaise eerstedivisieclub FC Chonburi. Zijn grootste doel is om zich ooit als coach te kunnen kwalificeren bij het Thaise nationale voetbalteam voor een wereldbeker. Als speler werd deze ervaring hem ontzegd.